# French Island (Victoria)
French Island è un'isola situata a sud-est di Melbourne, nello stato di Victoria, in Australia. Appartiene a un'area non incorporata. L'isola si trova al centro della Western Port Bay, insenatura che si apre nella parte settentrionale dello stretto di Bass. Due terzi dell'isola sono parco nazionale (French Island National Park).
Ci sono due piccoli insediamenti sul lato occidentale dell'isola: Tankerton e Fairhaven. Al censimento del 2011 la popolazione era di 116 abitanti.

## Geografia
L'isola, lunga circa 20 km e larga 14, ha una superficie di circa 218 km²; il punto più alto è il monte Wellington (96 m).
 
Isole adiacenti:
- Philliph Island, a sud-ovest di French Island.
- Elizabeth Island, piccola isola a sud; ha una superficie di 0,26 km² ed è alta 20 m.

### Fauna
French Island ha una numerosa e sana colonia di koala; regolarmente la popolazione in eccesso viene portata sulla terraferma per ripopolare aree in sofferenza. È presente il potoroo dal naso lungo.
L'isola offre riparo a 260 specie di uccelli, tra cui spiccano la quaglia pettoblu, il pappagallo panciarancio (specie in pericolo critico), la sterna delle fate e l'aquila pescatrice panciabianca.

## Storia
Prima dell'insediamento europeo, l'isola era utilizzata come terreno di caccia dagli aborigeni della tribù Bunurong. Vivevano sulla terraferma e andavano su French Island per raccogliere molluschi e uova di cigno.
Nell'aprile del 1802, la nave da spedizione francese Le Naturaliste guidata da Jacques Hamelin esplorò l'area, come parte della spedizione di Nicolas Baudin in Australia. Chiamò l'isola Ile de France, anglicizzato poi in French Island.